# Privat-Brauerei Heinrich Reissdorf
Die Privat-Brauerei Heinrich Reissdorf GmbH & Co. KG ist eine Brauerei mit Firmensitz in Köln, die das Bier Reissdorf Kölsch produziert.

## Geschichte

Stammhaus der Brauerei an der Severinstraße (um 1900)

Am 4. September 1894 gründete der Uniformschneider Heinrich Reissdorf die Obergärig Brauerei Heinrich Reissdorf, die obergäriges Bier produzierte. Nach dem Tod des Gründers 1901 übernahm seine Ehefrau Gertrud die alleinige Geschäftsführung, die sie 1908 an ihre Söhne übergab. Vor dem Ersten Weltkrieg betrug der Jahresausstoß 15.000 Hektoliter. Nach dem Krieg musste die Brauerei von Dampfkesseln auf den Betrieb mit Elektrizität umstellen, da infolge der Ruhrbesetzung durch Frankreich kaum Steinkohle als Energieträger zur Verfügung stand. Die Bezeichnung Obergärig im Firmennamen entfiel 1923, als die Produktpalette um Pils, Märzen und Export erweitert wurde. 1936 führte Reissdorf als erste Brauerei die Flaschenabfüllung von Kölsch ein.
Im Zweiten Weltkrieg wurde das Brauhaus zu 90 % zerstört, doch bereits am 15. Juli 1945 konnte bei Reissdorf ein Schankbier mit 6 % Stammwürze gebraut werden. In der britischen Besatzungszone war die Herstellung von Vollbier in den Nachkriegsjahren nicht erlaubt. Ab dem 12. August 1949 wurde wieder Vollbier mit einer Stammwürze von 12 % als Pils, Export und Kölsch produziert.
Mit der gezielten Marketingkampagne „Echt Kölsch“ der Kölner Brauer zu Beginn des Wirtschaftswunders entwickelte sich Kölsch zum beliebtesten Bier im Großraum Köln, sodass Reissdorf sich auf die Kölsch-Produktion konzentrierte. Einige Kölner Brauer warteten zunächst die Entwicklung des Kölsch-Booms ab und ließen ihr Kölsch im Lohnbrau bei Reissdorf produzieren. Im März 1986 unterzeichnete Reissdorf zusammen mit den 23 anderen im Kölner Brauereiverband organisierten Unternehmen die Kölsch-Konvention und war somit weiterhin berechtigt, Kölsch herzustellen.
Da die alte Brauerei im Severinsviertel nicht mehr erweiterungsfähig war, wurden die Produktion und die Abfüllung von 1998 bis 2002 sukzessive nach Rodenkirchen verlegt. Die einstige Produktionsstätte, ein vierstöckiges Gebäude mit mehreren Kellerebenen, wurde vollständig abgerissen. Auch die damals angegliederte Braustube an der Ecke Severinstraße/An St. Magdalenen existiert heute nicht mehr. Ein neues Brauhaus wurde am alten Standort im Severinsviertel in der Severinstraße 51 errichtet und am 2. Juni 2009 unter dem Namen Zum alten Brauhaus eröffnet.

## Produktion

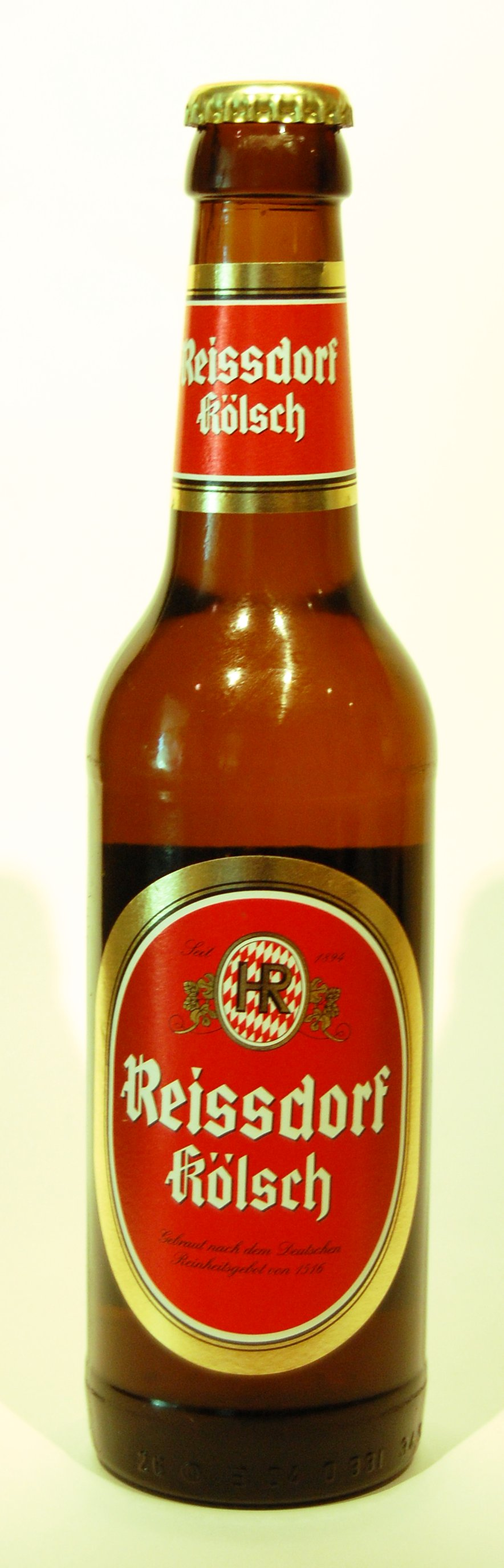
Longneck-Flasche

Die geographischen Gegebenheiten des neuen Standortes erforderten technische Besonderheiten. Durch die Nähe zum Industriestandort Wesseling ist das Grundwasser der ersten Ebene qualitativ nicht zum Bierbrauen geeignet, deshalb wurde ein 80 Meter tiefer Brunnen zur zweiten Grundwasserebene gebohrt. Durch eine umfangreiche Aufbereitung ohne chemische Zusätze erreicht das Wasser Trinkwasserqualität. Da der Stadtteil Rodenkirchen nicht an das Großklärwerk Köln-Stammheim angeschlossen ist, werden die Abwässer in das kleinere Klärwerk Wesseling abgeleitet, das Kapazitätsprobleme hat. Deshalb darf die Brauerei stündlich nur eine begrenzte Menge Abwasser ableiten.
Für die Herstellung von 1 Hektoliter Bier werden im Normalfall circa 7 Hektoliter Wasser benötigt. Das Brauchwasser wird bei Reissdorf einem Kreislauf zugeführt und mehrfach verwendet, dadurch konnte die Abwassermenge deutlich reduziert werden. Der beim Brauprozess anfallende Treber wird an landwirtschaftliche Betriebe abgegeben.
Neben Reissdorf-Kölsch (4,8 % Vol. und 11,8° Stammwürze) wird in der Brauerei seit Januar 2010 Reissdorf Alkoholfrei (weniger als 0,5 % Vol.) produziert. Da der Brauprozess bei diesem Produkt vor der Gärung abgebrochen wird, darf dieses Getränk nach der Kölsch-Konvention nicht Kölsch benannt werden. Die Produktion von anderen Biersorten wurde in der Vergangenheit eingestellt. Reissdorf-Kölsch wird in 0,33 l und 0,5 l Longneck-Flaschen abgefüllt. In der Abfüllung können bis zu 100.000 Flaschen je Stunde befüllt werden. Seit 1992 benutzt Reissdorf für Fassbier ausschließlich Keg-Fässer in den Größen 10, 20, 30 und 50 l. Es werden auch 5 Liter-Dosen und 0,5 l-Dosen befüllt.
Die Bierproduktion lag im Jahre 2011 bei 635.000 Hektolitern, der Flaschenbieranteil lag bei 80 %. Das Absatzgebiet von Reissdorf-Kölsch ist nach Brauereiangaben auf 100 km um den Fabrikschornstein beschränkt.

## Marketing

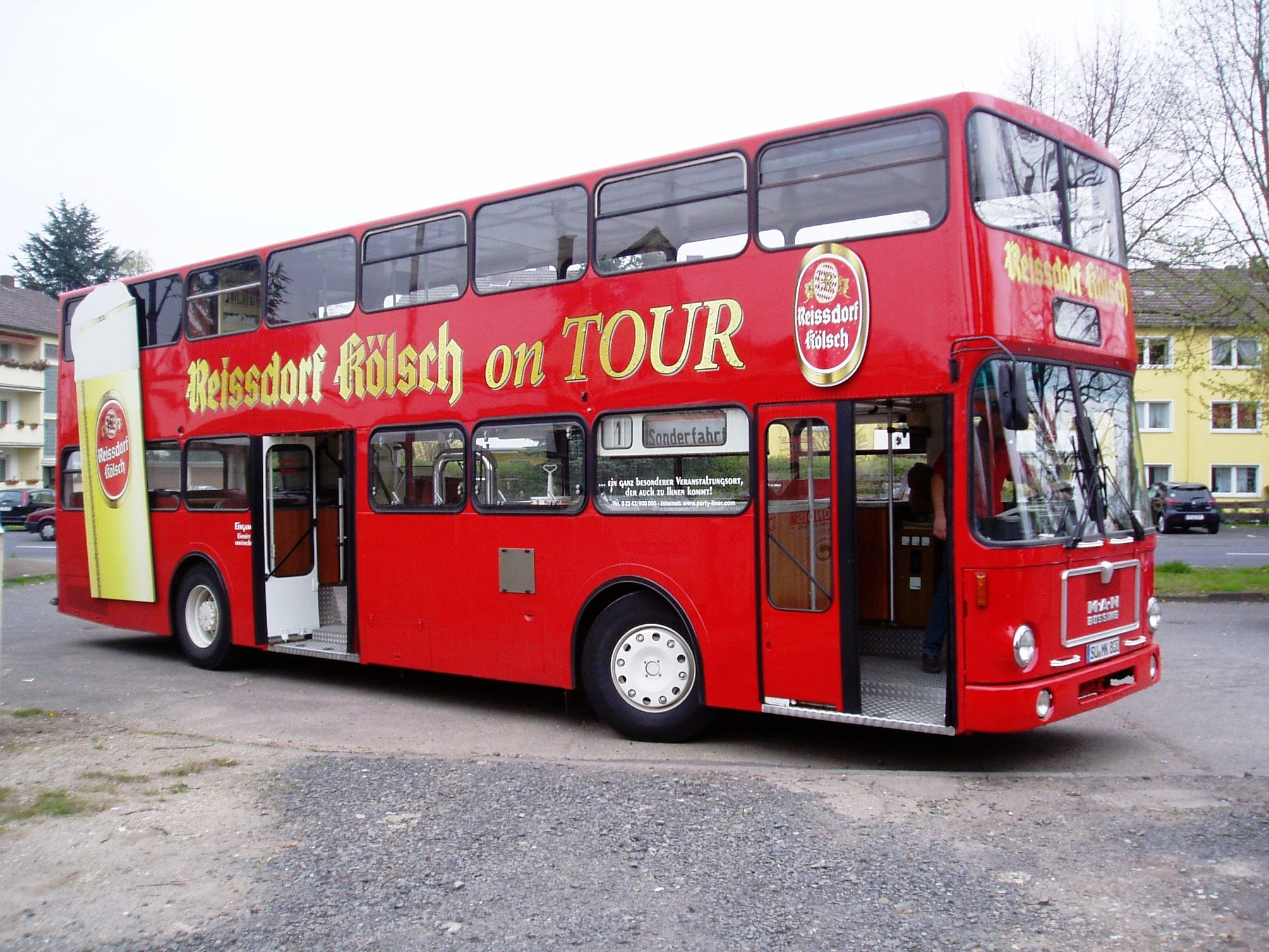
Party-Bus mit Reissdorf-Werbung

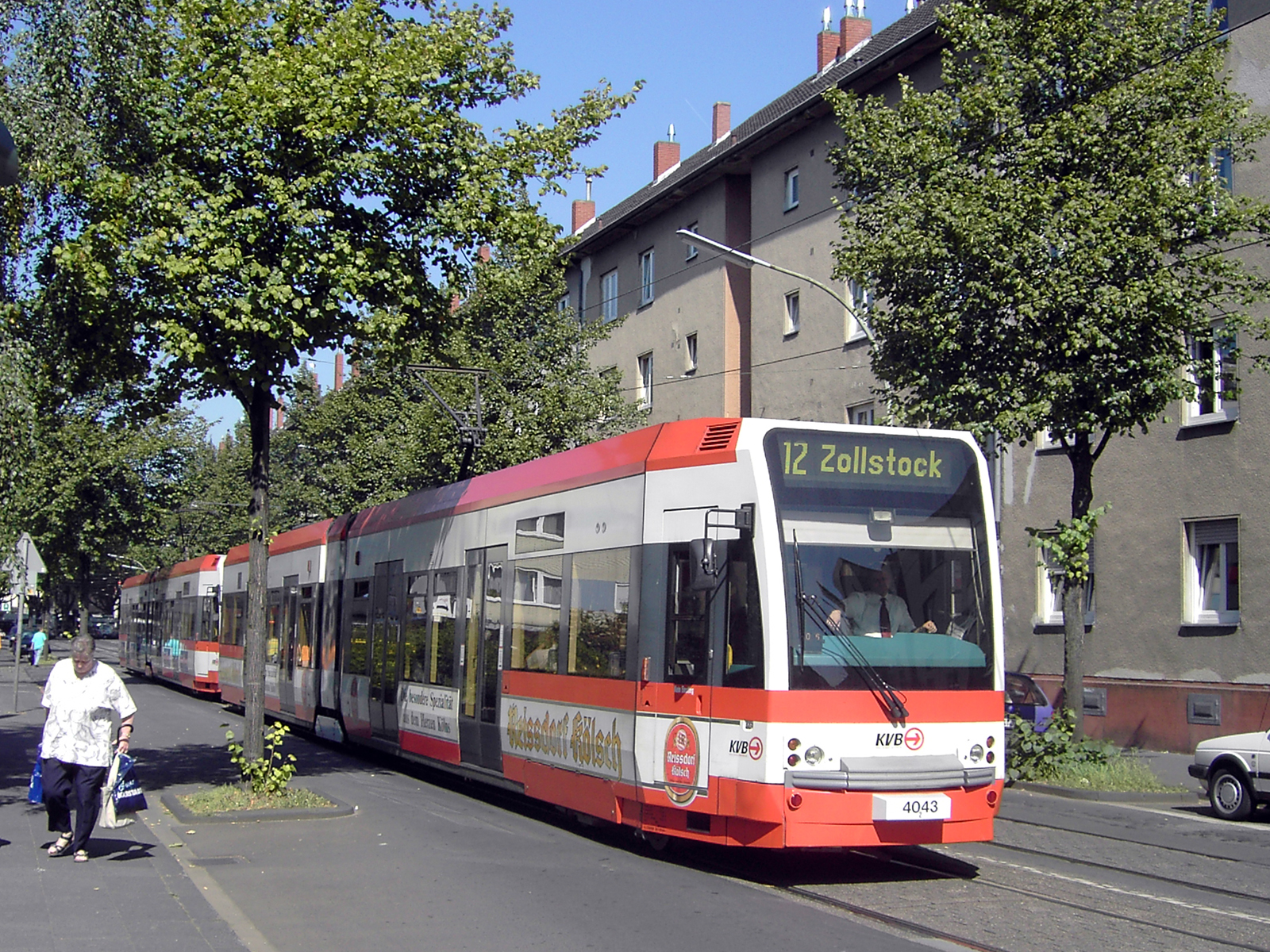
Stadtbahnwagen mit Reissdorf-Werbung

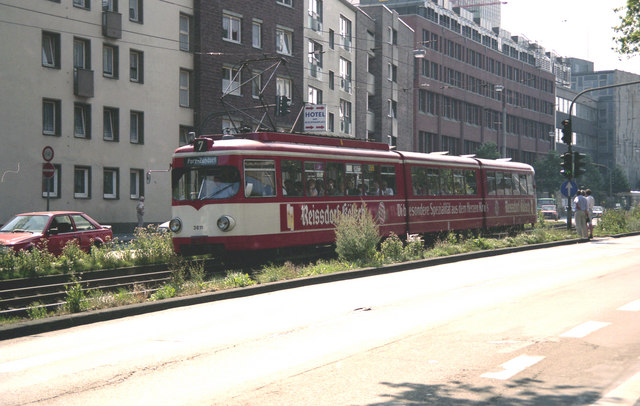
Werbung (1991)

Reissdorf verzichtet auf umfangreiche Werbemaßnahmen in Presse, Funk und Fernsehen. Das Unternehmen setzt auf Verkehrsmittelwerbung sowie auf Leuchtmittelwerbung an den Verkaufsstellen des Produktes.
Seit 1968 wirbt die Brauerei in Köln an der Aachener Straße mit einer beweglichen Leuchtreklame, bei der ein Männchen im 90 Grad-Winkel ein Glas Kölsch zum Mund hebt. Beim Leeren des Glases füllt sich der Körper des Männchens mit Kölsch, dargestellt durch das Aufleuchten von Neonröhren von unten nach oben. Die Reklame stellt im Wechsel eine männliche und eine weibliche Person dar. Als ein Wahrzeichen Kölns steht diese inzwischen unter Denkmalschutz.
Da das Unternehmen jährlich zwei bis drei Serien künstlerisch gestaltete Bierdeckel mit Motiven der Stadt Köln ausliefert, sind diese beliebte Sammlerobjekte. Die Kölschstangen von Reissdorf unterscheiden sich von denen anderer Kölschmarken durch den dickeren Glasboden, der eine höhere Standfestigkeit gewährleistet.